# Min gitarr
Min gitarr är en sång med text av Thore Skogman. Melodin heter i original Guldgrävarsången och fanns med på Lapp-Lisas repertoar. "Min gitarr" tillkom när Sven-Ingvars behövde en baksida till singeln "Fröken Fräken" 1964. Det sägs att Thore skrev texten på en kvart. Den har blivit något av en signaturmelodi för Sven-Ingvars. Melodin låg på Svensktoppen i 17 veckor under perioden 28 november 1964.-27 mars 1965, och låg bland annat etta. Singeln sålde guld. 
1997 släppte Sven-Erik Magnusson, som Sven-Enrique Magnusson, en singel med låten på spanska under titeln "Mi guitarra".